# Rapülők (album)
A Rapülők című album az azonos nevű Rapülők együttes 1992-ben megjelent első albuma, mely mindhárom hanghordozón megjelent.
1992-ben hanglemezen és kazettán, 1994-ben CD-n, második, változatlan kiadásban.

## Az együttes tagjai
- „MC Gesztenye”(Geszti Péter) – „szövegmondó kisiparos” (rap)
- „Berkes T. Boy” (Berkes Gábor) – „szinte tizátoros” (szintetizátor)
- „Michel de Lux” (Szentmihályi Gábor) – „dob- és szabadidőprogramok” (dob, dobprogramok)

## Tracklista
1. Zúg a Volga
2. Nem adom fel Szöveg: Presser Gábor, Sztevanovity Dusán
3. Átmeneti csók
4. Némber One
5. Szívzuhogás
6. Áj Lav Ju
7. Lesz még rosszabb
8. Helyi terminátor
9. Kék rapszódia
10. Party Zóna
11. RAPülők

## Felhasznált hanganyagok, részletek
A Szívzuhogás című dalban (Track 5) felhasznált versrészletek
- Petőfi Sándor – Szeptember végén
- Nagy László – Én fekszem itt
- Kosztolányi Dezső – Énekek éneke
- Juhász Gyula – Szerelem?
- József Attila – Óda
- Gyurkovics Tibor – Hajnal
- Kiss Dénes – Részem lettél
- Nagy László – Jártam én koromban, hóban

További felhasznált hangminták
- Locomotiv GT – Nem adom fel (Track 2)
- George Michael – Too Funky (Track 4)
- Salt N Pepa – Let's Talk About Sex (Track 6)
- Heavy D & the Boyz- Now That We Found Love (Track 7)

## Közreműködő előadók
- Somló Tamás – a Nem adom fel című dal refrénét énekli (Track 2)
- Friderikusz Sándor – Ez az album nem jött volna létre, ha nincs a Kontrax  A mondat a lemez legvégén hangzik el. (Track 11)
- Szulák Andrea – Átmeneti Csók című dal női vokálja (Track 3)
- Szolnoki Péter
- Malek Andrea
- Tunyogi Orsolya
- XL Sisters (Demeter György és Vértes Attila)- a Helyi terminátor című dal refrénjét éneklik (Track 8)

## Külső hivatkozások
- A Rapülők dalszövegei[4]
- A Rapülők albumai[5]